# Milad Mohammadi
Pour les articles homonymes, voir Mohammadi.
Milad Mohammadi Keshmarzi, abrégé Milad Mohammadi, né le 29 septembre 1993 à Téhéran, est un footballeur international iranien. Il évolue au poste d'arrière gauche au Persépolis FC.

## Carrière

### En club
Milad Mohammadi rejoint le Terek Grozny en février 2016. Libre au terme de son aventure russe, il s'engage en faveur de La Gantoise pour trois saisons le 17 juillet 2019. Débutant la saison remplaçant, il s'impose progressivement sur le flanc gauche de la défense, reléguant Nana Asare sur le banc.

### En sélection
Il honore sa première sélection le 11 juin 2015 lors d'un match amical contre l'Ouzbékistan.
Il fait partie de la liste des 23 joueurs iraniens retenus pour disputer la Coupe du monde 2018 en Russie, pendant laquelle il s'illustre en tentant une galipette lors d'une touche dans les arrêts de jeu d'un match crucial que l'Iran perdait un but à zéro contre l'Espagne,.
Le 13 novembre 2022, il est sélectionné par Carlos Queiroz pour participer à la Coupe du monde 2022.

## Vie privée
Originaire de Kashmarz (en), un petit village dans la province de Qazvin, Il est le frère jumeau de Mehrdad Mohammadi.

## Statistiques
| Saison                | Club                  | Championnat           | Championnat | Championnat | Coupe(s) nationale(s) | Coupe(s) nationale(s) | Iran | Iran | Total | Total |
| Saison                | Club                  | Division              | M.          | B.          | M.                    | B.                    | M.   | B.   | M.    | B.    |
| 2014-2015             | Rah Ahan Téhéran      | D1                    | 27          | 0           | 2                     | 1                     | 1    | 0    | 30    | 1     |
| 2015-2016             | Rah Ahan Téhéran      | D1                    | 17          | 0           | 2                     | 0                     | 1    | 0    | 20    | 0     |
| Sous-total            | Sous-total            | Sous-total            | 44          | 0           | 4                     | 1                     | 2    | 0    | 50    | 1     |
| 2015-2016             | Terek Grozny          | D1                    | 3           | 0           | 0                     | 0                     | 2    | 0    | 5     | 0     |
| 2016-2017             | Terek Grozny          | D1                    | 24          | 2           | 1                     | 0                     | 8    | 0    | 33    | 2     |
| 2017-2018             | Akhmat Grozny         | D1                    | 23          | 0           | 1                     | 0                     | 9    | 0    | 33    | 0     |
| 2018-2019             | Akhmat Grozny         | D1                    | 28          | 1           | 2                     | 0                     | 4    | 0    | 34    | 1     |
| Sous-total            | Sous-total            | Sous-total            | 78          | 3           | 4                     | 0                     | 23   | 0    | 105   | 3     |
| Total sur la carrière | Total sur la carrière | Total sur la carrière | 122         | 3           | 8                     | 1                     | 25   | 0    | 155   | 4     |